# محقق الوجود الإنساني
محقق الوجود الإنساني عبارة عن مجموعة من التقنيات والأساليب المستخدمة لاكتشاف وجود جسم بشري في منطقة ما ذات أهمية أو التحقق من أن أجهزة الحاسب الآلي أو الهواتف المحمولة (أو أي جهاز آخر يعمل ببرنامج) يتم تشغيلها بواسطة إنسان لا برنامج أو روبوت وبذلك تحقق شروط السلامة والأمان لشبكات الإنترنت متوفقا بذلك على حساس الوجود الإنسان الذي يقوم بالدور الأول فقط.
التقنيات والبرامج:
- كابتشا
- ري كابتشا

تقنيات الأجهزة:
- الرادار.[2]

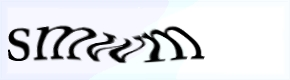
نموذج لإحدى صور الكابتشا القديمة والتي تعتبر إحدى طرق تحقيق الوجود الإنساني

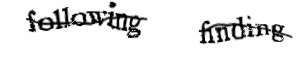
مثال على اختبار ري كابتشا يحتوي على كلمتي following finding مشوهة لزيادة صعوبة إجتياز برامج الحاسوب للإختبار

- نظام التعرف على الصور من الأشكال البشرية.
- مفتاح الأمان
- أجهزة استشعار بصمات الأصابع
- أجهزة الكشف بالأشعة تحت الحمراء
- المجسات الصوتية
- أجهزة استشعار الاهتزاز

## الأمثلة
- ري كابتشا هو النظام الأحدث أو النظام المعدل لنظام كابتشا مصمم لإثبات أن مستخدم الكمبيوتر هو إنسان بشري (عادة لحماية مواقع الويب من برامج التتبع) وفي الوقت نفسه يساعد في رقمنة الكتب.
- جهاز الاستشعار المعتمد على فيلم كهرضغطية (مستشعر إي إم إف أي) يستخدم للكشف عن الاهتزازات الميكانيكية يستخدم للكشف عن الاهتزازات الميكانيكية ووجود شخص يجلس على المقعد الخلفي للمركبة، يتم استخدام أسلوب معالجة الإشارات لتجنب الخلط بين البشر والأشياء الثقيلة.[3]

## التاريخ
كان الروبوت الأول الذي نجح في إظهار قدرة ثابتة على كشف الحركة هو روبوت أي، مشروع أطروحة إيفريت لعام 1981 في مدرسة الدراسات العليا البحرية.
في عام 1997، تم اختراع اختبار كاباتشا للتأكد من أن مشغل جهاز الحاسوب أو الهاتف المحمول بشري وليس روبوت أو برنامج ومنع الوصول إلى الموارد المحمية بواسطة البرامج والروبوتات العشوائية.

## وصلات خارجية
- نظام الكشف عن وجود الإنسان عن بعد- تطبيقات البحرية الأمريكية.
- محقق الوجود الإنساني- شركة مايكروسوفت.
- مفاتيح الأمان
- أجهزة الكشف عن وجود إنسان- إنتل.

فيديوهات
- محقق الوجود الإنساني- شركة مؤسسة أومرون.
- كيف تعمل الكاباتشا؟
- روبوت يهزم الكاباتشا